# Wieczny płomień miłości
Wieczny płomień miłości (hiszp. Gitanas) - meksykańska telenowela nakręcona w 2004 roku przez agencję filmową Argos Producciones dla Telemundo składająca się ze 162 odcinków. W Polsce emitowana do 14 sierpnia 2007 przez TV Puls.
Salome wraz z matką Jovanką i dwiema siostrami: Magdaleną i Sashenką osiedla się w Mallaribo. Poznaje tam Sebastiana Dominqueza, syna Rafaela. Zakochuje się w nim z wzajemnością, lecz ich związek nie jest możliwy. Jovanka 20 lat temu związana była z Rafaelem. Kiedy kobieta zaszła w ciążę, dowiedziała się, że jej ukochany ma żonę i syna. Upokorzona i oszukana wyjechała wraz z całym taborem. Po kilku latach znowu powraca do Mallaribo. Pragnie się zemścić, lecz na jej drodze staje brat Rafaela, ksiądz Juan.

## Obsada
- Manolo Cardona  –   Sebastián Domínguez
- Ana de la Reguera  –  María Salomé
- Saúl Lisazo  –  Juan Domínguez
- Dolores Heredia  –  Jovanka
- Mariana Gajá  –  María Sashenka
- Karina Mora  –  María Magdalena
- Carlos Torres Torrija  –  Rafael Domínguez
- Saby Kamalich  –  Victoria Lambert Domínguez
- Marco Antonio Treviño  –  Vanya
- Luisa Huertas  –  Mamá Pasca
- Arturo Ríos  –  Drago
- Esteban Soberanes  –  Rodrigo
- Alejandro Calva  –  Lazlo
- Itari Marta  –  Milenka
- Karina Gidi  –  Vinka
- Erick Elias  –  Jonás
- Manuel Balbi  –  Mirko
- Gastón Melo  –  Escudero
- Luis Gerardo Mendez  –  Claudio
- Socorro de la Campa  –  Visonka
- Rubén Cristiani  –  Milos
- Iván Elizondo  –  Yani
- Enrique Singer  –  Alfredo
- Álvaro Guerrero  –  Santiago
- Gabriela de la Garza  –  Sandra
- Ilean Almaguer  –  Camila
- Elizabeth Cervantes  –  Eréndira
- Farnesio de Bernal  –  Baldomero
- Pablo Laffite  –  Ianko
- Chao  –  Branco
- Carmen Madrid  –  Ofelia
- Verónica Terán  –  Adela
- Ximena Rubio  –  Jimena
- Francis Laboriel  –  Negro